# 13208 Fraschetti
13208 Fraschetti è un asteroide della fascia principale. Scoperto nel 1997, presenta un'orbita caratterizzata da un semiasse maggiore pari a 2,4593755 UA e da un'eccentricità di 0,2024168, inclinata di 4,50376° rispetto all'eclittica.